# Komoča
Komoča é um município da Eslováquia, situado no distrito de Nové Zámky, na região de Nitra. Tem 13,48 km² de área e sua população em 2018 foi estimada em 960 habitantes.

## Demografia
| Ano:        | 1994 | 2004   | 2014   | 2024   |
| ----------- | ---- | ------ | ------ | ------ |
| Broj ljudi: | 968  | 924    | 940    | 930    |
| Razlika:    |      | -4,54% | +1,73% | -1,06% |

| Ano:               | 2023 | 2024   |
| ------------------ | ---- | ------ |
| Número de pessoas: | 922  | 930    |
| Diferença:         |      | +0,86% |